# Hubert Netzer
Pour les articles homonymes, voir Netzer.
Hubert Netzer (né le 5 octobre 1865 à Isny im Allgäu et mort le 15 octobre 1939 à Munich) est un sculpteur et médailleur allemand.

## Biographie
Netzer est le fils d'un doreur de l'Allgäu. En 1890, il entre à l'Académie des beaux-arts de Munich, où il est élève d'Adolf von Hildebrand, Johannes Hoffart (de) et Wilhelm von Rümann.
Netzer enseigne à partir de 1911 à l'école des Arts et Métiers (Kunstgewerbeschule) de Düsseldorf, intégrée en 1919 à l'académie des beaux-arts de Düsseldorf. Netzer est l'auteur de plusieurs fontaines à Munich, dont la fontaine des Tritons (1893), la fontaine de Narcisse (1897), la fontaine Nornenbrunnen (1907) et la fontaine de Jonas (1910), ce qui le fait connaître. Dans la classe de sculpture de l'école des Arts et Métiers sous la direction de Wilhelm Kreis, Netzer enseigne l'utilisation de la sculpture et de la peinture dans l'architecture.
Hubert Netzer était membre du Deutscher Künstlerbund. L'on compte dans ses élèves Arno Breker, Hans Meyers (de), Ernst Gottschalk (de), Curt Beckmann (de), Ferdinand Heseding (de) et Willi Hoselmann (de).
Il est le père de Remigius Netzer (1916-1985), peintre, graphiste et historien d'art.

## Quelques œuvres
- 1893: Tritonbrunnen (fontaine des Tritons), Herzog-Wilhelm-Straße, Munich[4]
- 1896: Prométhée : groupe sculpté au fronton du corps de logis central de l'Université de Wurtzbourg[5]
- 1896: Narziss-Brunnen (fontaine de Narcisse) au sud-ouest du jardin du Bayerisches Nationalmuseum à Munich [6], et d'autres exécutions au château de Cecilienhof de Potsdam.
- 1907: Nornenbrunnen de Munich
- 1910: Marguerite de Sicile-Aragon et trois personnages seigneuriaux de la Stiftskirche (de) (église Saint-Éloi) de Neustadt, sur la Weinstraße
- 1911: Jonasbrunnen (de) (fontaine de Jonas) sur la Josephsplatz de Munich (sculpture détruite pendant la guerre, installation en 1961 d'une représentation moderne de saint François d'Assise)
- 1913: première exécution du Blitzeschleuderer pour le concours du télégraphe mondial, monument à Berne (2e prix)
- 1913-1914: six personnages assis des Vertus sur le portique de l'ancien tribunal de district, Mühlenstraße, à Düsseldorf-Altstadt[7]
- 1915-1921: Monument à Siegfried au cimetière militaire de Duisbourg-Kaiserberg [8]
- 1918-1925: Le Lanceur de foudre (Der Blitzeschleuderer) à Berlin (1918), coulé en bronze en 1924-1925 par la fonderie Gustav Schmäke (Düsseldorf), installé en 1926–1974 dans la courbe Sud du Rheinstadion de Düsseldorf, et depuis 2004 sur le rond-point de la Heinz-Ingenstau-Straße de Düsseldorf
- 1921: pierre funéraire avec le relief d'un sphinx pour les victimes du 10 janvier 1919, érigé par la ville de Düsseldorf (La Révolte de Spartacus), cimetière du Nord de Düsseldorf
- 1921: Clio pensive (ou la Muse éplorée) avec un médaillon (buste) de l'ingénieur des mines Hermann Brassert à Bonn à l'ancienne douane de Bonn
- 1928: monument aux morts dans la salle du souvenir du cimetière militaire de la Schillerstraße à Homberg (Duisbourg)[9]

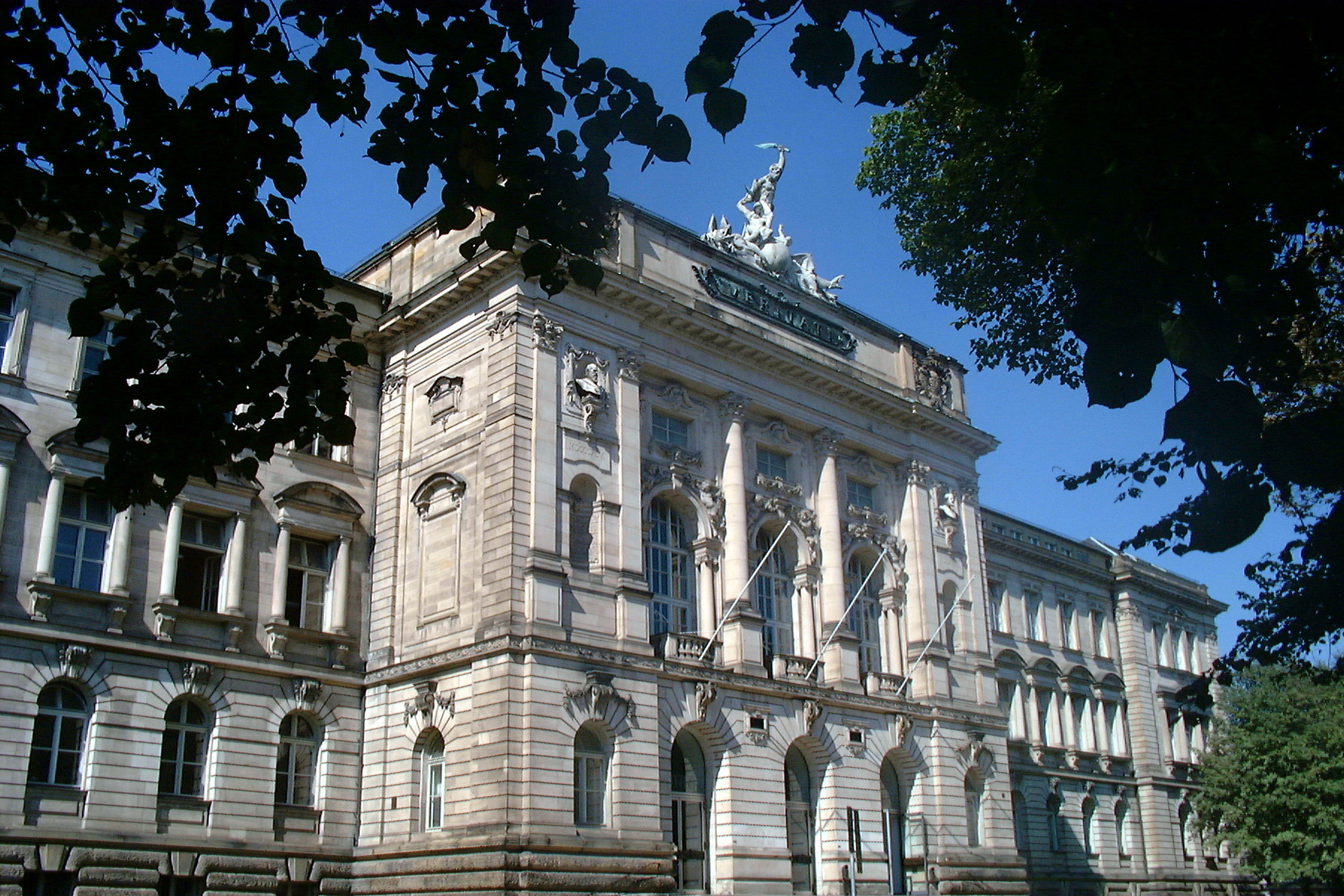
Corps de logis central de l'université de Wurtzbourg avec le groupe de Prométhée.
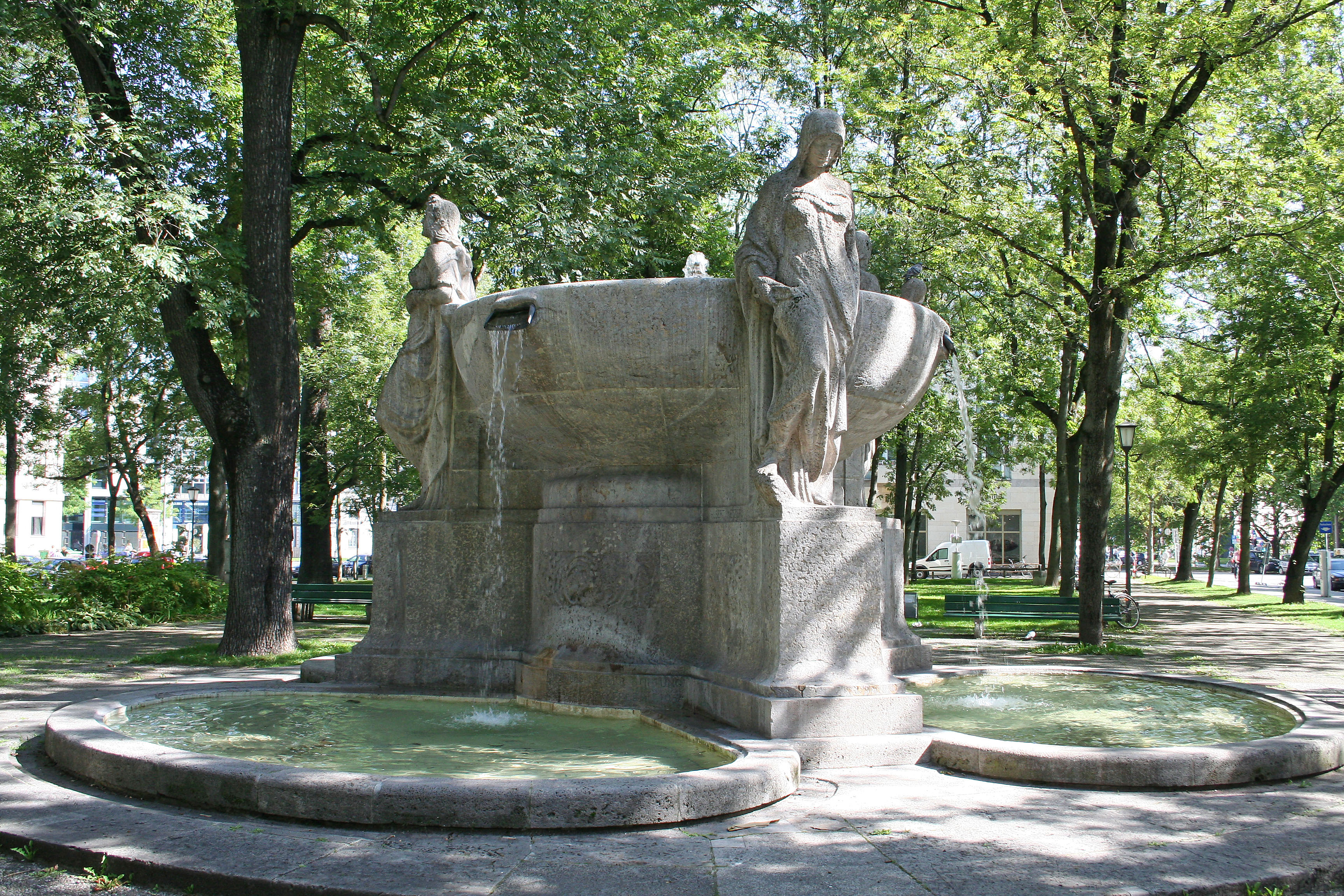
La Nornenbrunnen de Munich.
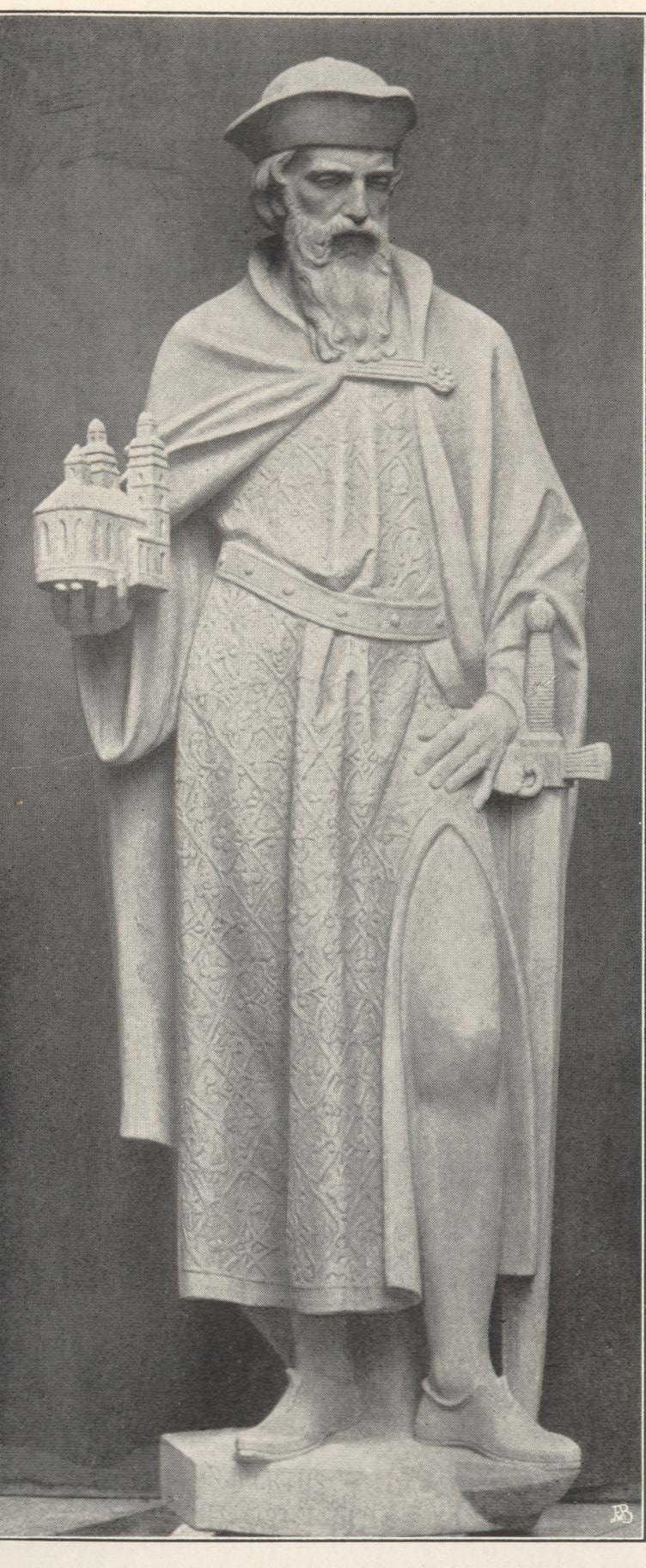
Robert Ier du Palatinat (1910), église Saint-Éloi de Neustadt (Stiftskirche).
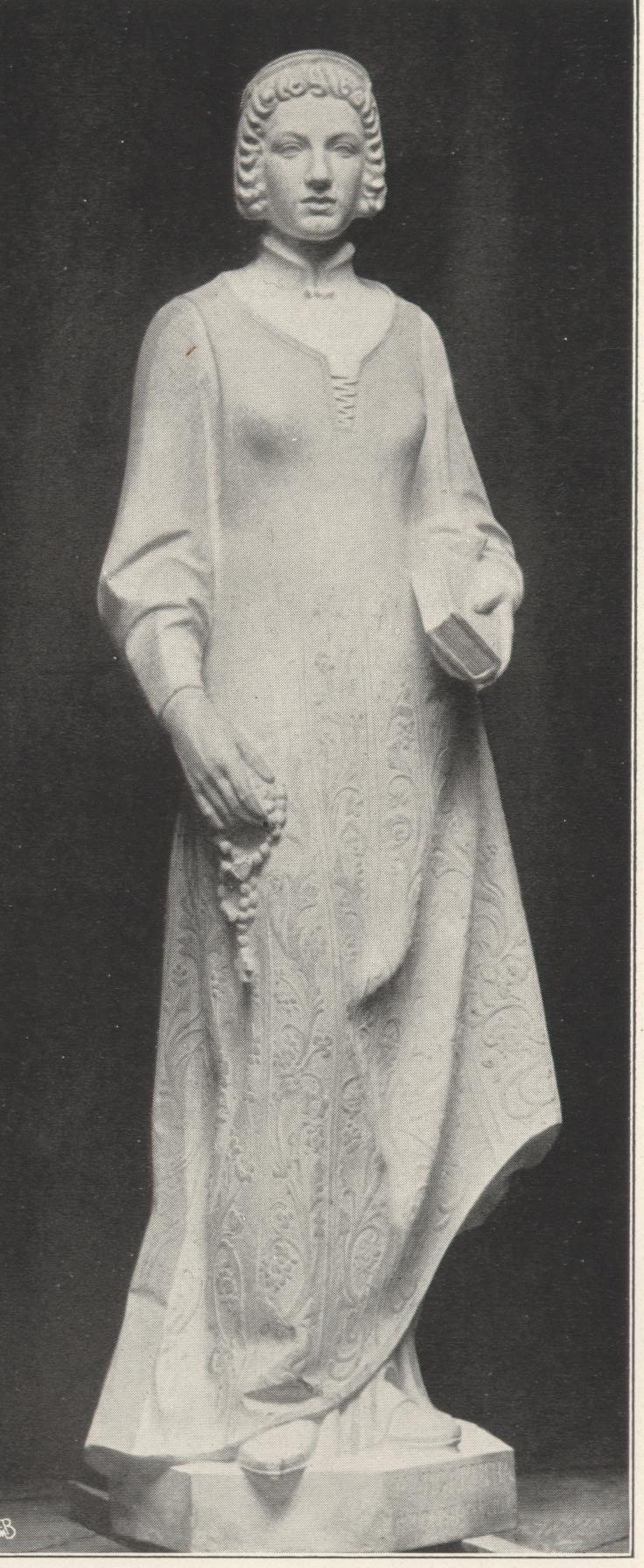
Marguerite de Sicile-Aragon (1910) à la Stiftskirche de Neustadt.
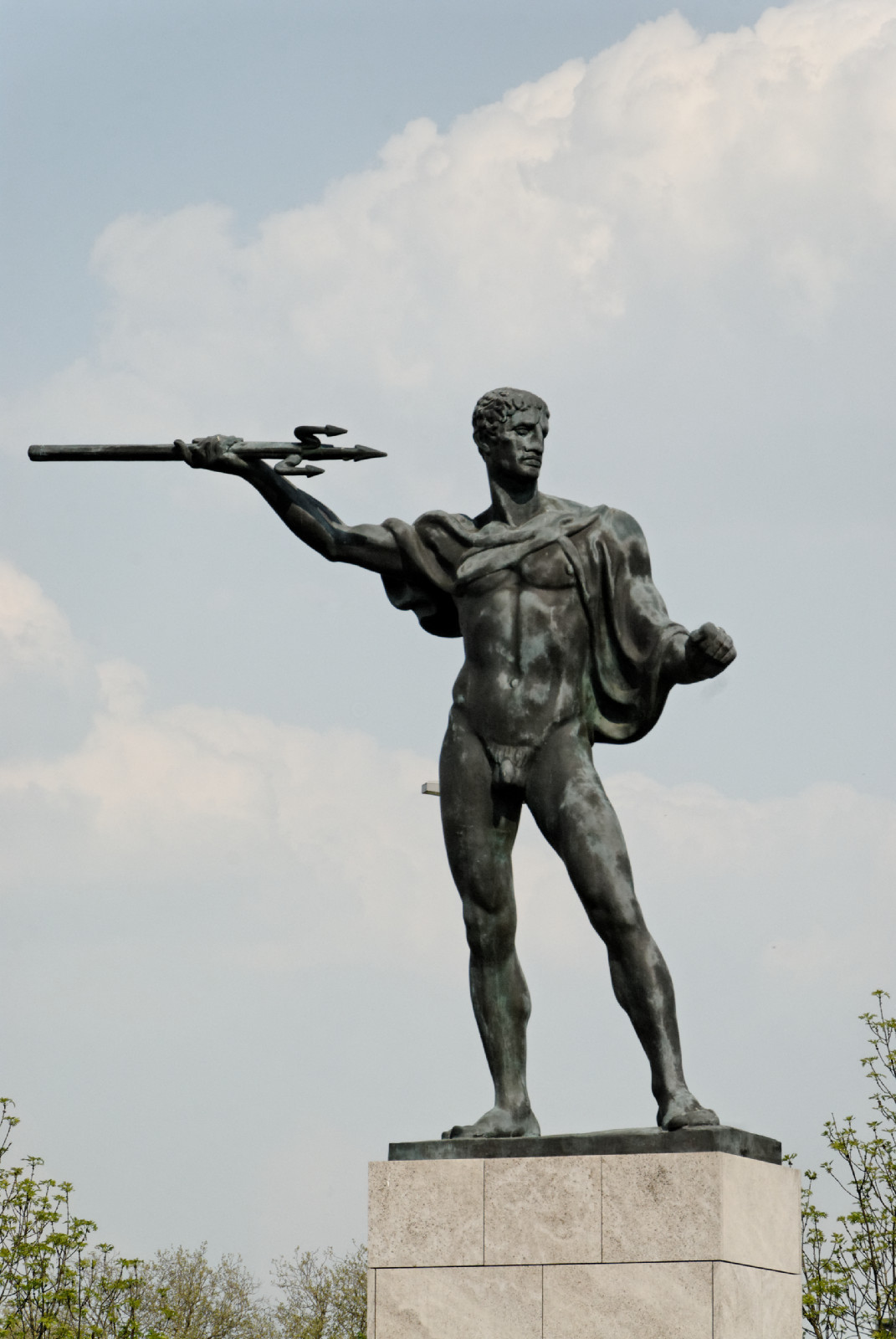
Le Blitzeschleuderer (Lanceur de foudre) à Düsseldorf.
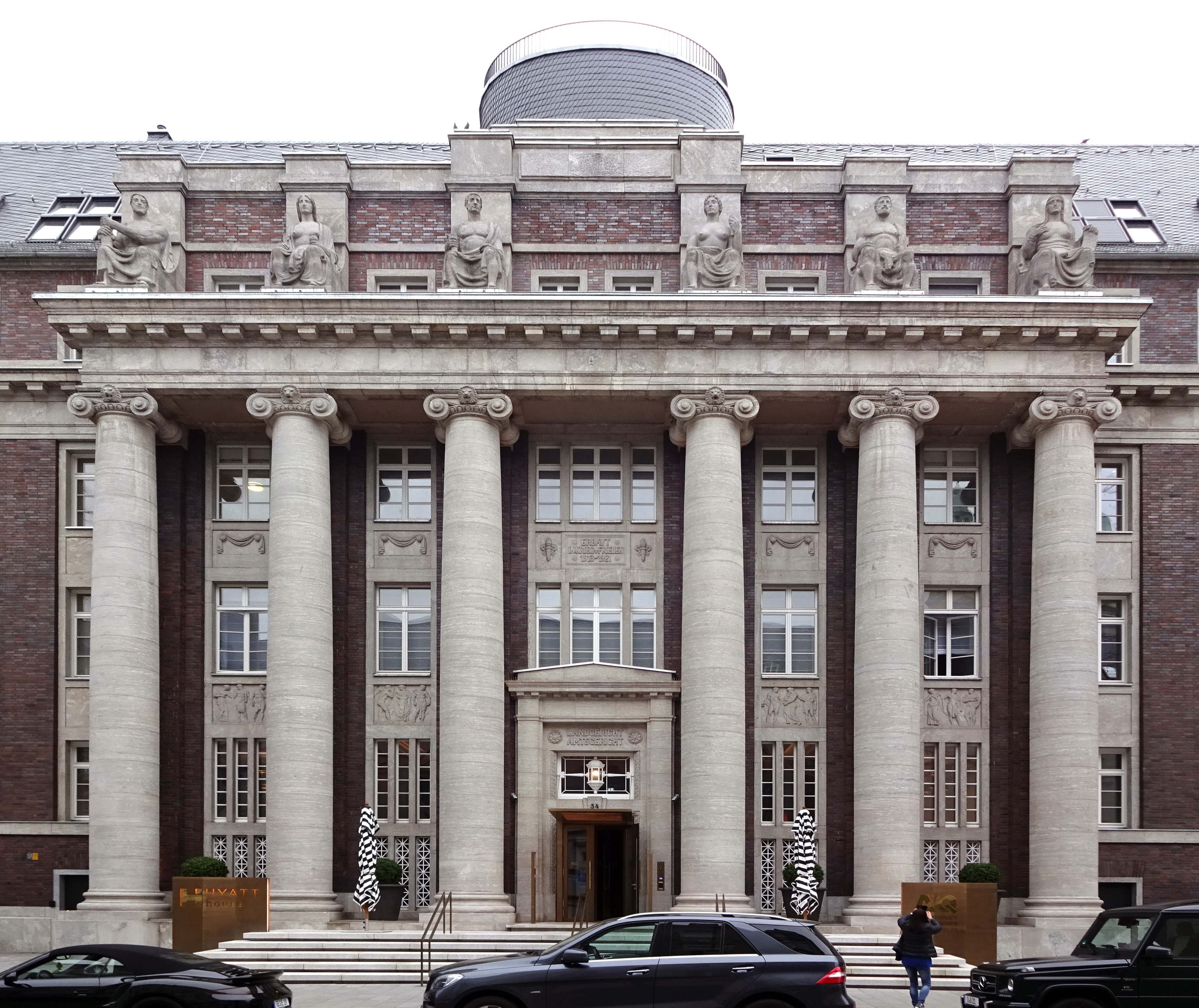
Portique de l'ancien tribunal de district (Amtsgericht) de Düsseldorf.
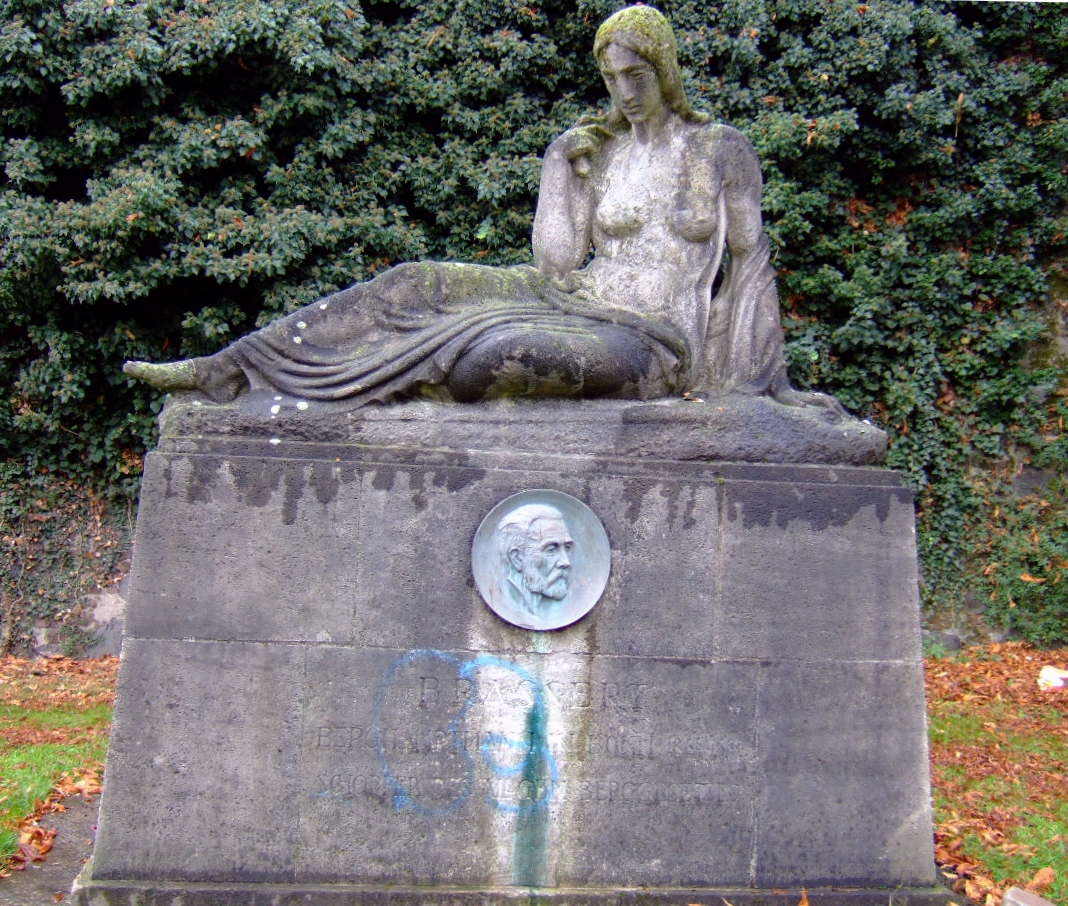
Clio pensive à Bonn.
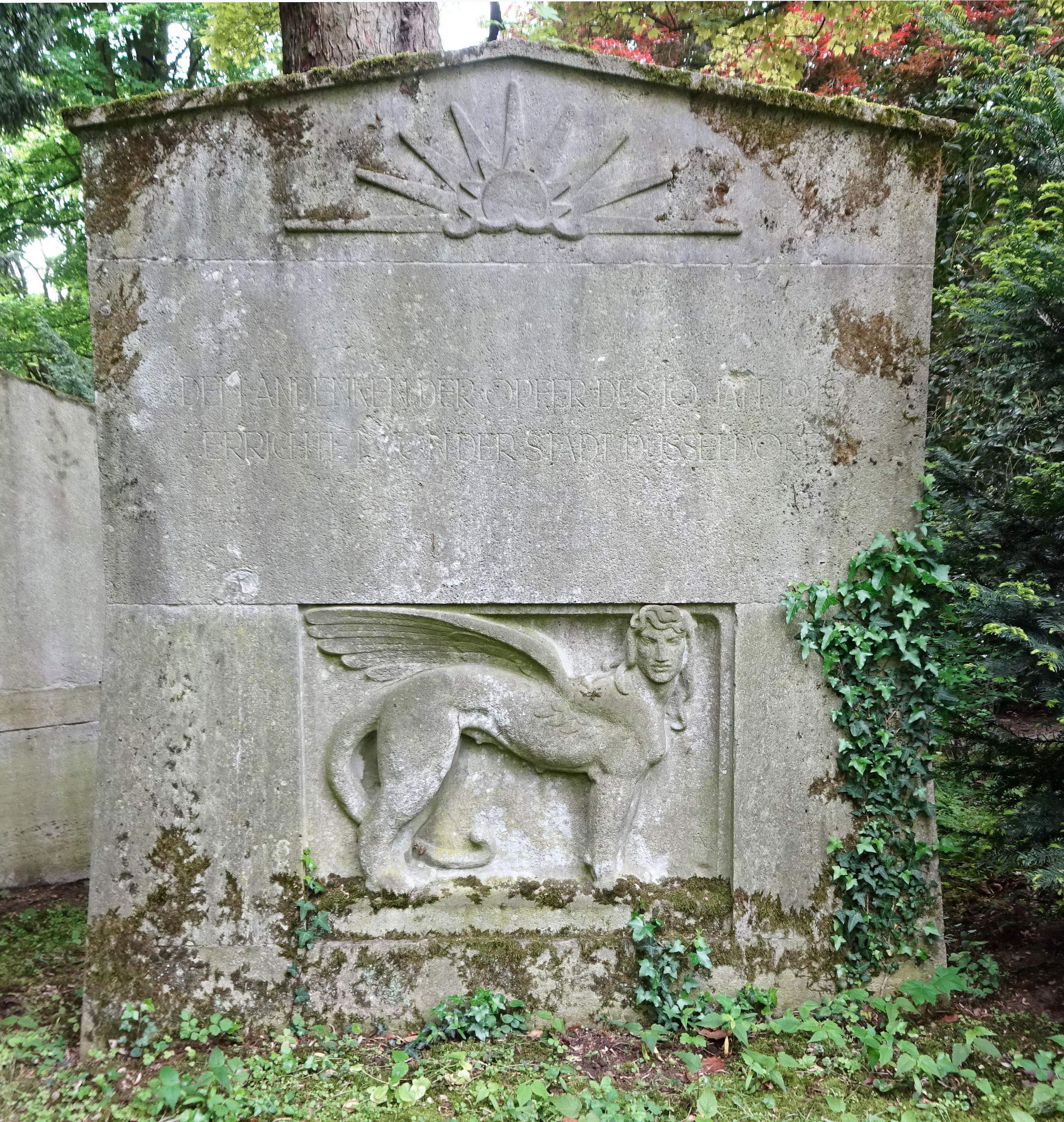
Stèle avec un sphinx commandée par la ville de Düsseldorf pour les treize victimes tuées pendant la manifestation socialiste du 10 janvier 1919.

## Hommage
Une voie lui est dédiée à Isny, le Hubert-Netzer-Weg.